# Bistum Kolda
Das Bistum Kolda (lateinisch : Dioecesis Koldaensis) ist eine in Senegal gelegene römisch-katholische Diözese mit Sitz in Kolda. Es umfasst die Region Kolda und die Region Sédhiou. 

## Geschichte
Papst Johannes Paul II. gründete es mit der Apostolischen Konstitution Nuper est petitum  am 22. Dezember 1999 aus Gebietsabtretungen des Bistums Ziguinchor und es wurde dem Erzbistum Dakar als Suffragandiözese unterstellt. Zum ersten Bischof wurde Jean-Pierre Bassène ernannt.